# Witold Skulicz

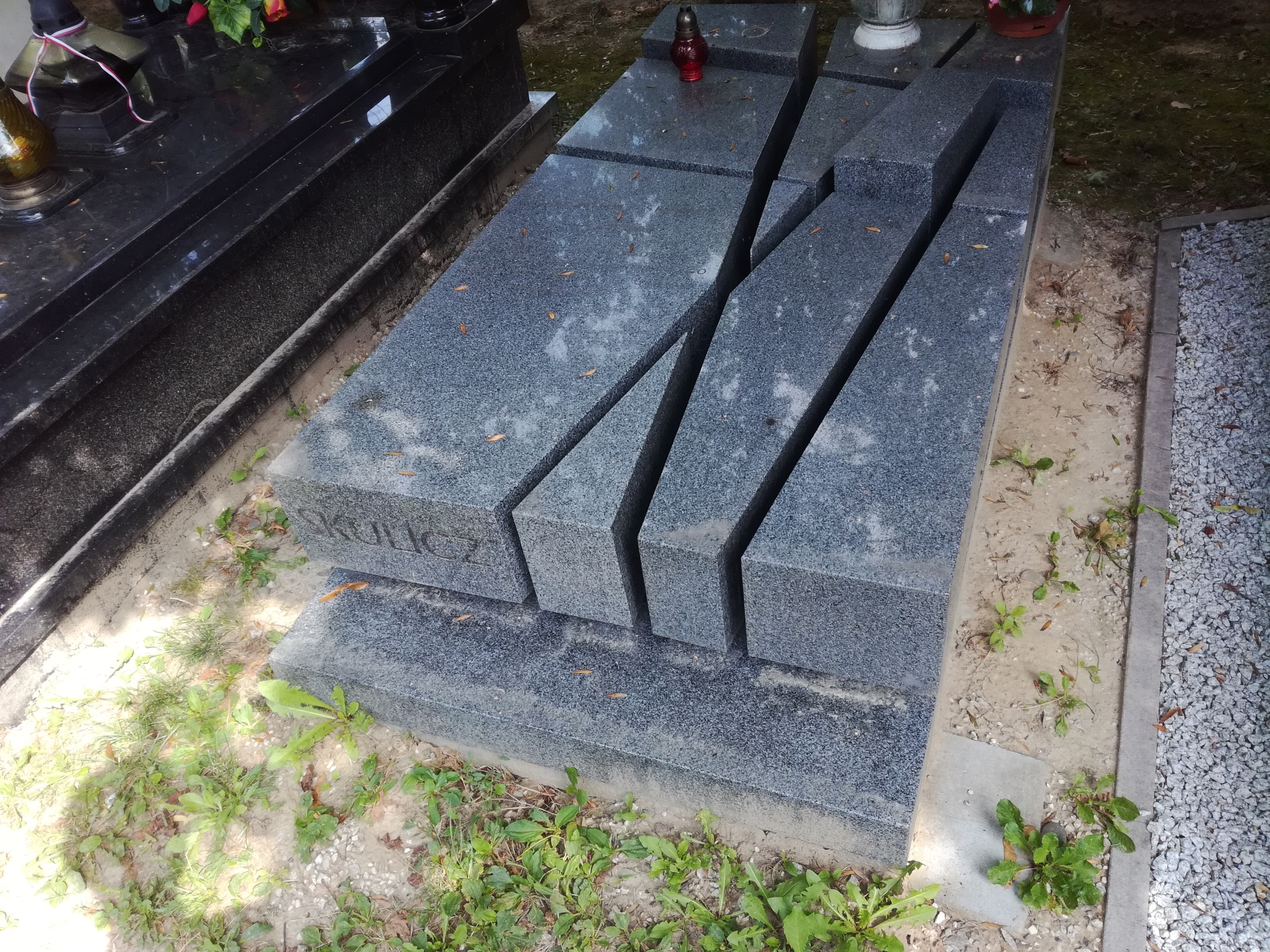
Grób Witolda Skulicza na cmentarzu Rakowickim w Krakowie

Witold Skulicz (ur. 12 lutego 1926 w Krakowie, zm. 28 grudnia 2009 w Krakowie) – grafik, malarz, pedagog Akademii Sztuk Pięknych, profesor zwyczajny.

## Życiorys
Urodził się 12 lutego 1926 roku w Krakowie i spędził w tym mieście niemal całe życie. Studiował w Akademii Sztuk Pięknych w Krakowie, gdzie uzyskał w 1950 absolutorium na Wydziale Malarstwa, a w 1954 dyplom z wyróżnieniem na Wydziale Grafiki.
Od 1968 r. przez wiele lat był związany z krakowską ASP, najpierw jako pedagog, a następnie dziekan Wydziału Grafiki. Kierował również Katedrą Grafiki Projektowej na tej uczelni. W 1992 otrzymał tytuł profesora zwyczajnego.

## Twórczość
Sferą działalności prof. Skulicza było malarstwo i rysunek, a zwłaszcza grafika artystyczna i projektowa. Jego realizacje obejmują mozaiki na fasadach Teatru Bagatela w Krakowie, w dawnym kinie Wanda i kinie Apollo w Krakowie, w kinie w Grybowie. Wykonał również płaskorzeźbę Matki Boskiej w ceramice dla Kościoła Wszystkich Narodów w Jerozolimie.
Uczestniczył ponad 80 zbiorowych wystawach krajowych i międzynarodowych, oraz ponad 20 wystawach indywidualnych. Jego prace znajdują się m.in. w kolekcjach Muzeum Narodowego w Warszawie, Krakowie, Poznaniu, Szczecinie, Pratt Fine Art Center w Nowym Jorku, Kunsthalle w Bremie, Biblioteki Miejskiej w Oslo, Muzeum im. Allende w Hawanie.

## Działalność kulturalna
Przez wiele lat Witold Skulicz był zasłużonym członkiem Związku Polskich Artystów Plastyków.
Był również aktywnym propagatorem polskiej grafiki na świecie - był autorem projektów Polskie Orły, Icon Data i Najlepszy Dyplom. Zainicjował powstanie Ogólnopolskiego Biennale Grafiki w Krakowie (w 1960 r.), którego był pierwszym przewodniczącym. W roku 1966 impreza przekształcona została w Międzynarodowe Biennale Grafiki. Od 1989 roku był generalnym kuratorem i dyrektorem biura Międzynarodowego Triennale Grafiki w Krakowie.
Starał się jak najbardziej przybliżyć odbiorcom sztukę - był inicjatorem i współredaktorem serii publikacji elektronicznych „Directory of Print – CD ROM” oraz antologii grafiki polskiej „Grafika polska 1950 – 2000 Laureaci Wystaw Międzynarodowych”.
Był pomysłodawcą i realizatorem współpracy międzynarodowej w ramach International Print Network m.in. w Krakowie, Oldenburgu, Wiedniu i Cuenca. Zorganizował kilkaset wystaw krajowych i międzynarodowych. Był jurorem najważniejszych konkursów graficznych na świecie, m.in. w Bradford, Yvaskyla, Frechen, Fredrikstad.
Pochowany w alei zasłużonych na cmentarzu Rakowickim (kwatera: LXIXPASB, rząd: 1, miejsce: 7).

## Nagrody i odznaczenia
- Krzyż Komandorski Orderu Odrodzenia Polski (2006)[3],
- Krzyż Oficerski Orderu Odrodzenia Polski (1993)[4],
- Krzyż Kawalerski Orderu Odrodzenia Polski,
- Złoty Krzyż Zasługi,
- Srebrny Medal „Zasłużony Kulturze Gloria Artis” (2005)[5],
- Nagroda Ministra Kultury i Sztuki I i II-go Stopnia,
- Nagroda Ministra Kultury i Dziedzictwa Narodowego za Całokształt Działalności,
- Nagroda Miasta Krakowa,
- Medal Kraków Europejskie Miasto Kultury,
- Złota Odznaka Miasta Krakowa w Dziedzinie Upowszechniania Kultury i Sztuki,
- Odznaka „Honoris Gratia”,
- Medal Jubileuszowy ZPAP,
- Złota Odznaka ZPAP,
- Medal Dobroczyńca Muzeum Narodowego w Krakowie,
- Nagroda Rektora ASP w Krakowie,
- Medal 40-lecia Międzynarodowego Triennale Grafiki w Krakowie.

## Prace

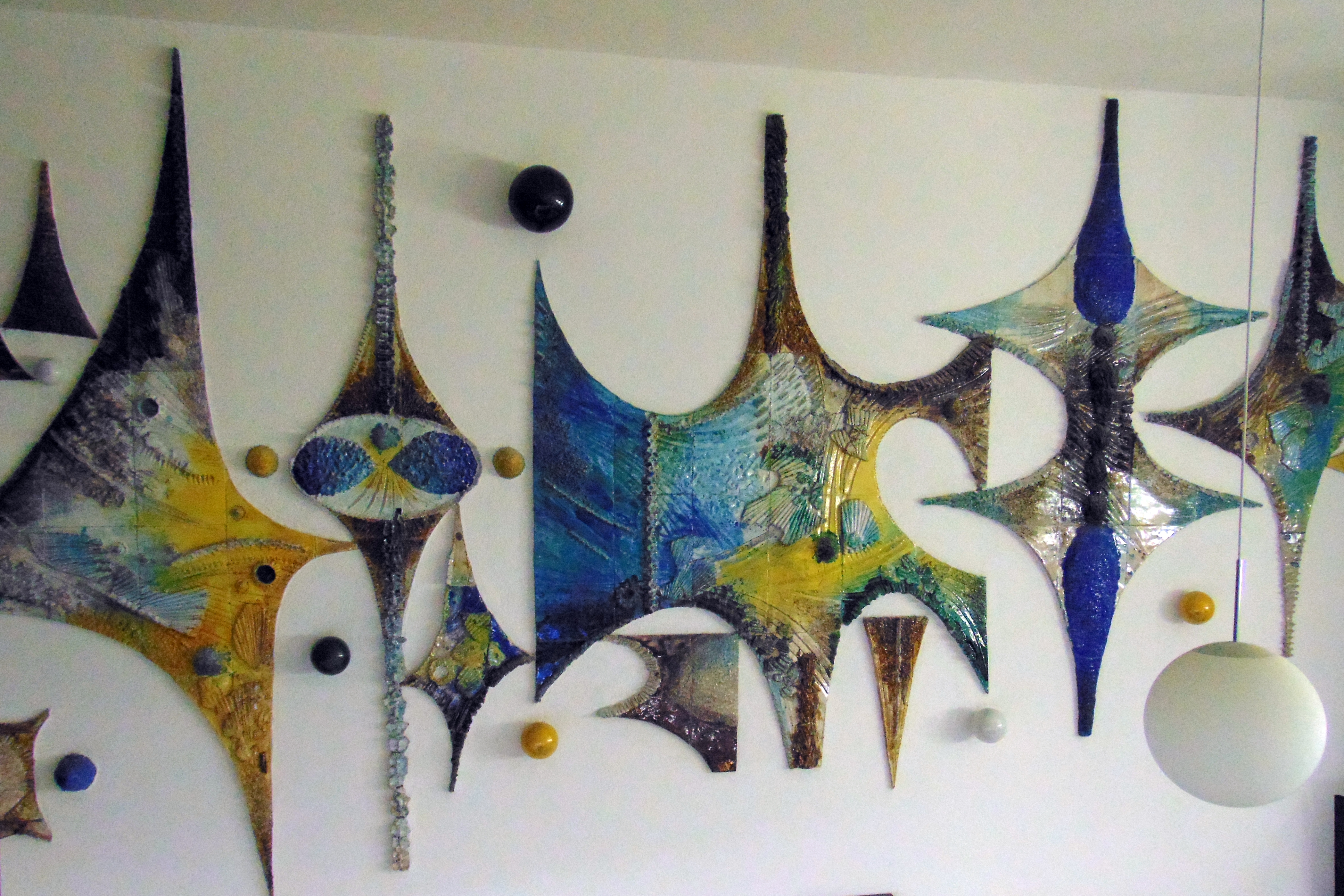
Mozaika w kinie „Biała" w Grybowie
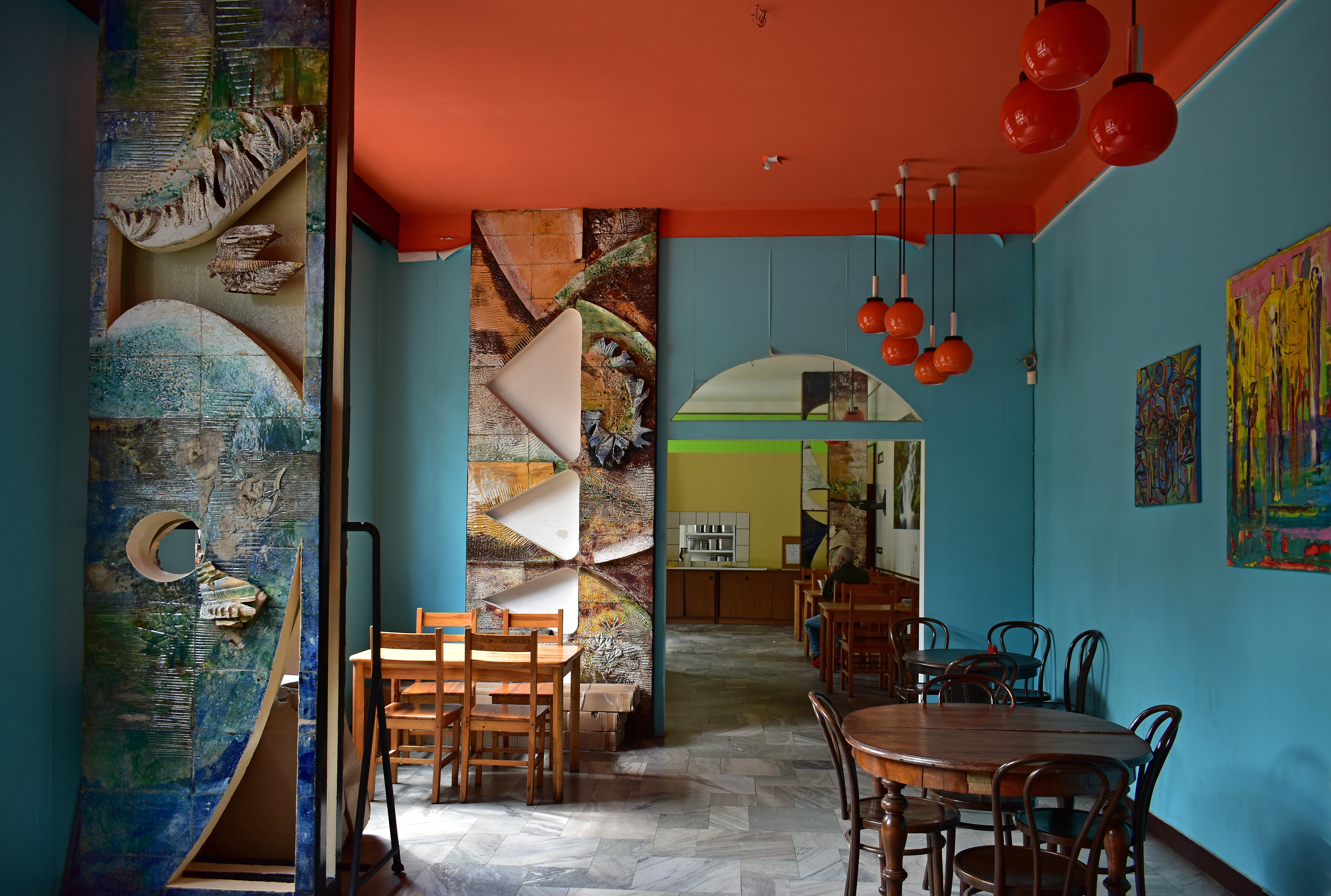
Wnętrze dawnej kawiarni „Mozaika” Kraków os. Szkolne 35
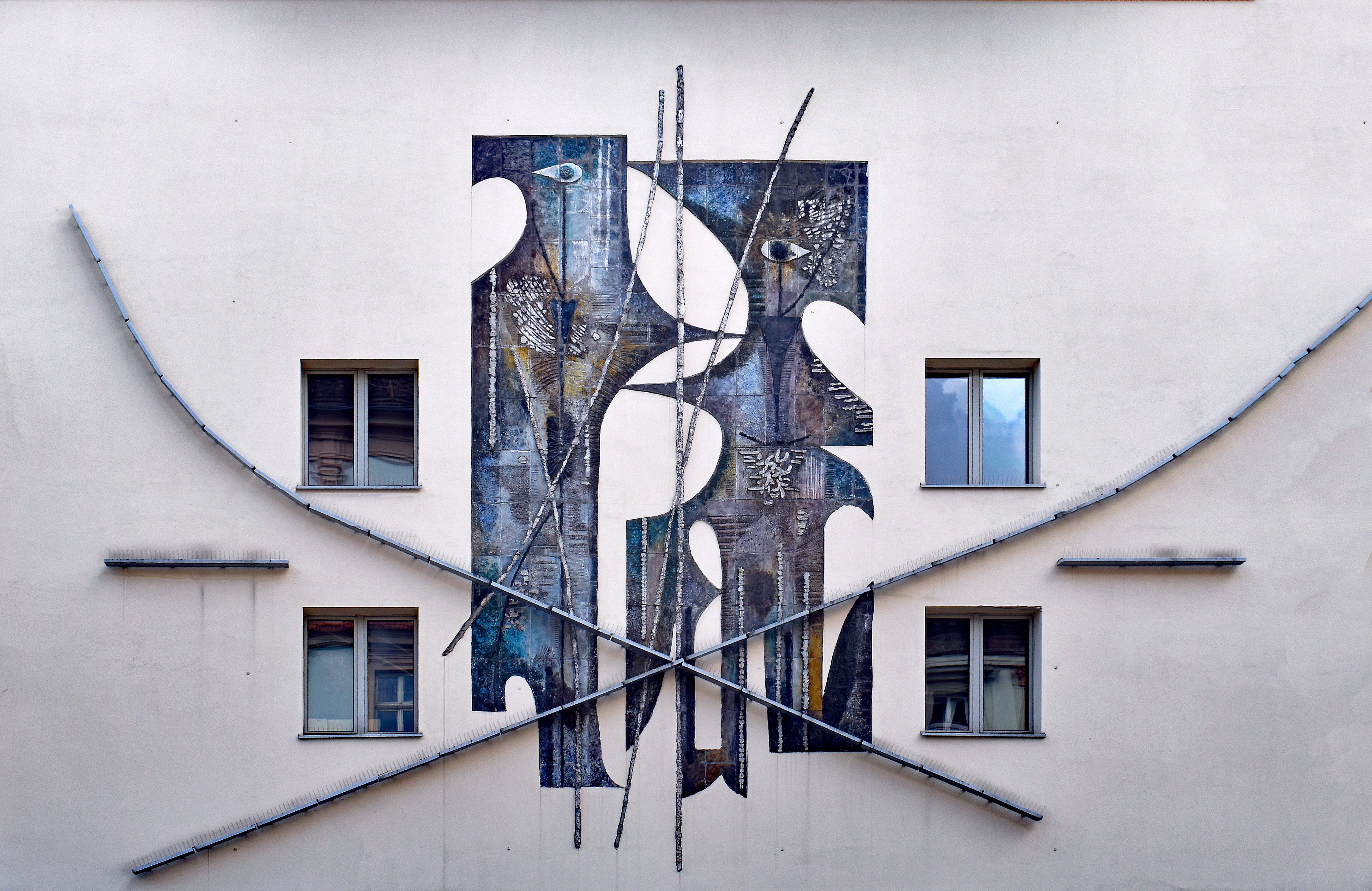
Mozaika na fasadzie Teatru Bagatela, od strony ul. Karmelickiej.
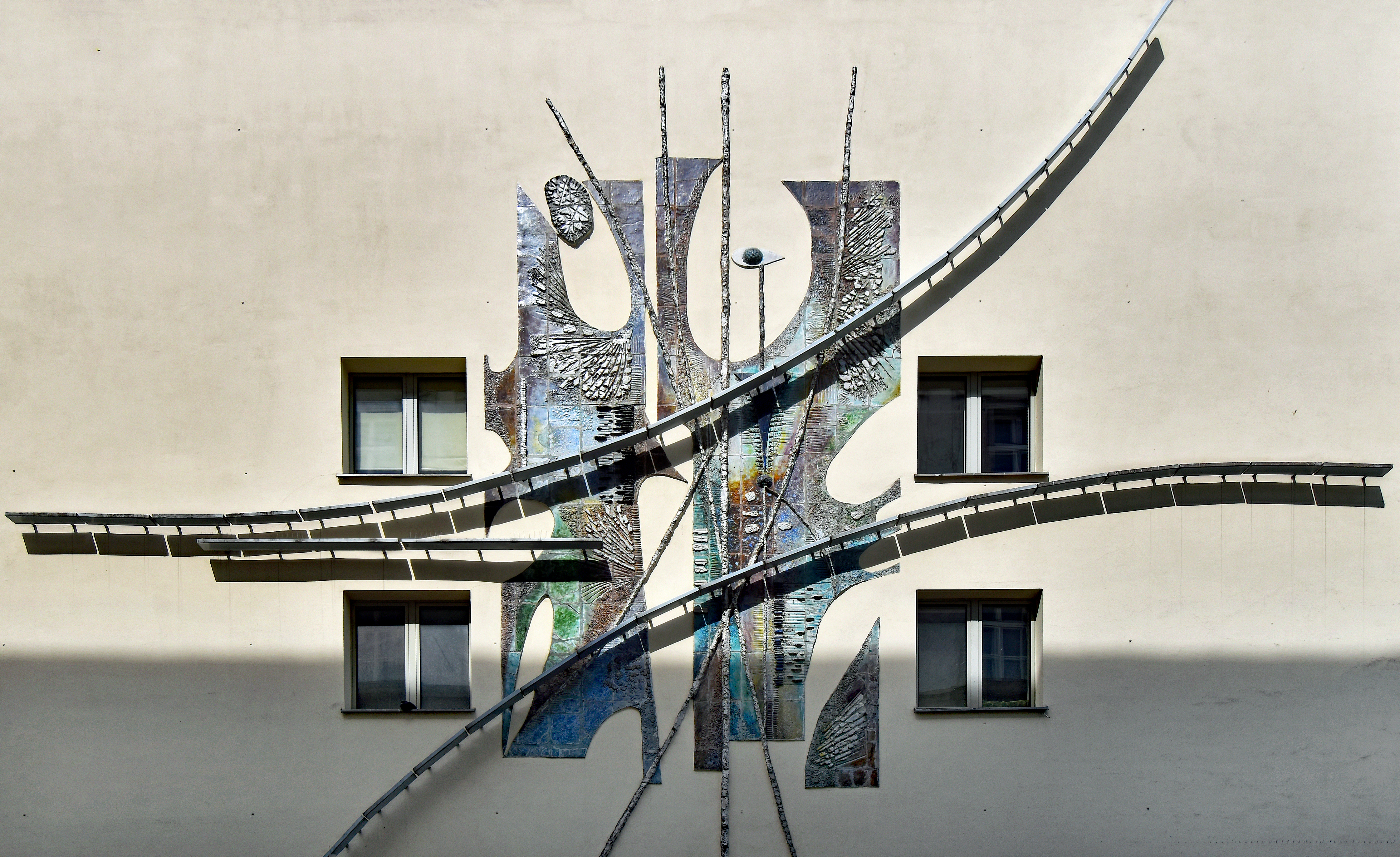
Mozaika na fasadzie Teatru Bagatela, od strony ul. Krupniczej.
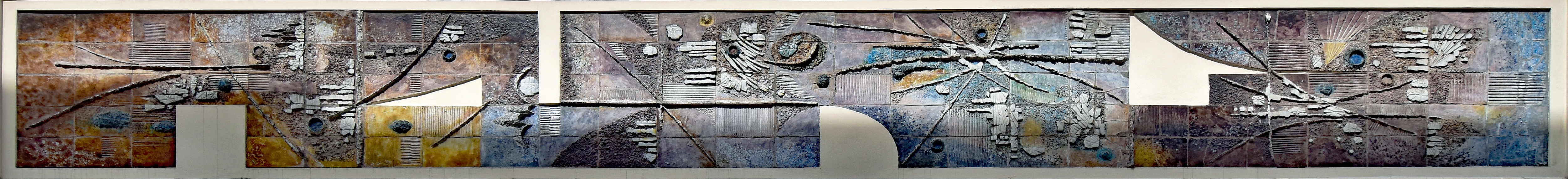
Mozaika na fasadzie Teatru Bagatela, od strony ul. Krupniczej.